# Cicerchia di Serra de' Conti
La Cicerchia di Serra de' Conti è un legume appartenente alla famiglia delle Fabacee.

## Descrizione
La cicerchia è anche nota con i nomi di pisello d'erba, veccia indiana, pisello indiano, veccia bianca. Il consumo in Italia è limitato ad alcune aree del centro-sud: Marche, Lazio, Molise, Puglia ed Umbria. Trae le sue origini dall'Antico Egitto, ed è stata tramandata fino ai nostri giorni, di contadino in contadino, di regione in regione. In passato era usata dai poveri contadini, per il buon apporto proteico e per il fatto che fosse facile da reperire e con cui si potevano fare zuppe con altri legumi.
Nella Cicerchia è presente un acido chiamato (Odap) che al contempo è una neurotossina dannosa per il cervello; infatti, una frequente assunzione di cicerchia a lungo andare potrebbe causare problemi neurologici.  Questi problemi si possono contrastare con il lungo ammollo in acqua e con la cottura prolungata.
La Cicerchia di Serra de' Conti è stata nominata dal Presidio slow food delle Marche la tipologia di cicerchia più raffinata e conosciuta in tutta Italia.
In passato la Cicerchia di Serra de' Conti ha rischiato di scomparire definitivamente ma grazie ad alcuni contadini ed alla "Bonusanza", azienda produttrice, è riuscita a sopravvivere all'estinzione.
La Cicerchia di Serra de' Conti è un legume molto saporito ma povero, coltivato in primavera e raccolto a fine luglio in modo da averla per la stagione autunnale/invernale, mentre le altre cicerchie sono coltivate in autunno e raccolte in primavera, hanno tempi di ammollo e cottura molto elevati in confronto alla cicerchia di Serra de Conti.
Per preparare un piatto gustoso prima bisogna lasciare la cicerchia in ammollo per 5/6 ore e poi cuocerla per quaranta minuti.